# Jan Pietrzak

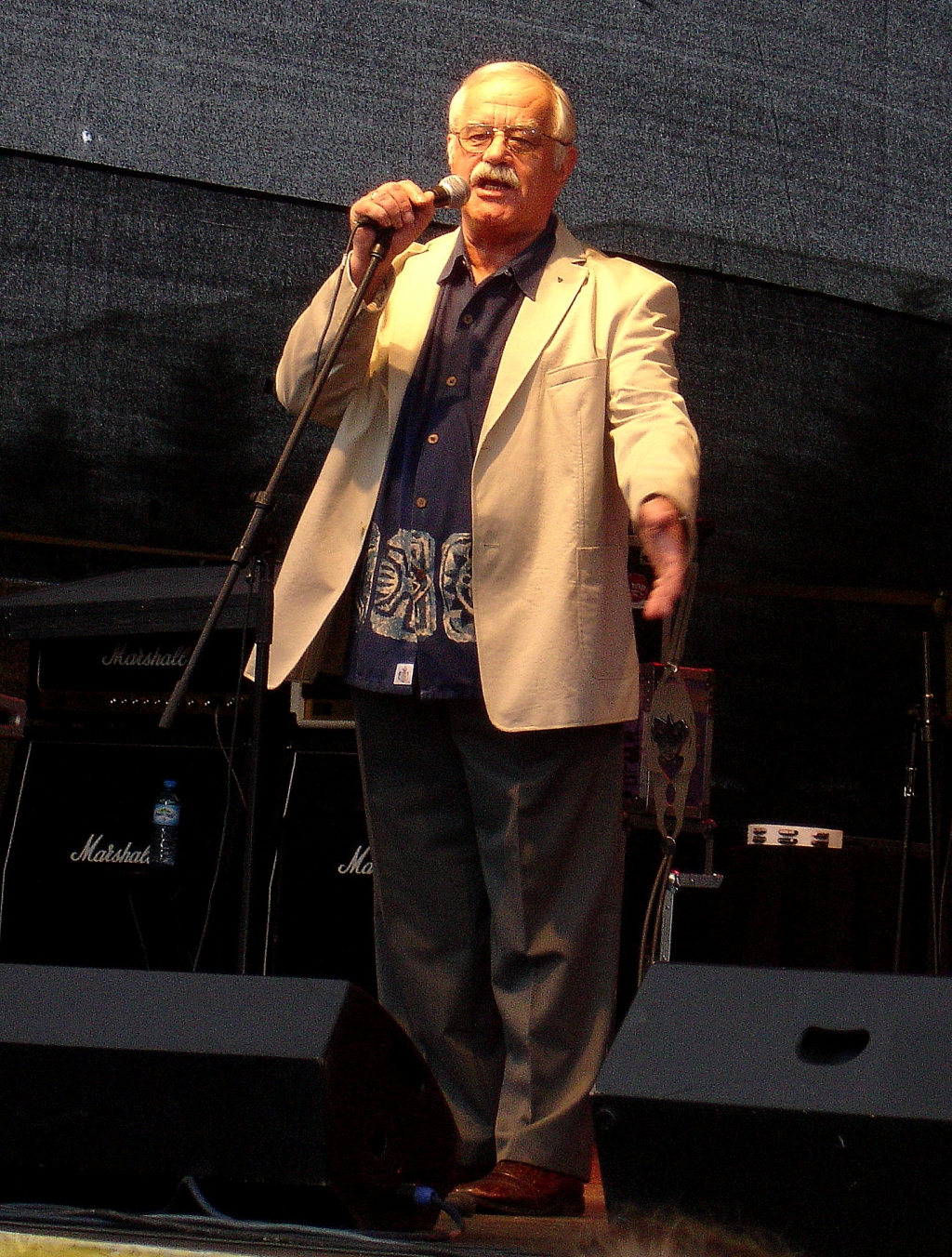
Jan Pietrzak 2007

Jan Stefan Pietrzak (* 26. April 1937 in Warschau) ist ein polnischer Kabarettist.
Gemeinsam mit Adam Kreczmar und Jonasz Kofta gründete er Anfang der 1960er Jahre das Studentenkabarett Hybrydy in Warschau, das bis 1967 funktionierte und dann 1968 in das Kabarett Pod Egidą überging. Pod Egidą war eines der populärsten politischen Kabaretts im kommunistischen Polen. Berühmt geworden ist 1980 die Hymne der Solidarność unter dem Titel Żeby Polska była Polską (Damit Polen Polen ist). Nach der politischen Wende 1989 verlor das Kabarett an Bedeutung. Jan Pietrzak blieb jedoch bis heute ein populärer Kabarettist, der jetzt wiederum das kapitalistische Polen kommentiert. 1995 trat er bei den polnischen Präsidentschaftswahlen an und erhielt 1,12 % der Stimmen.

## Filmografie (Auswahl)
- 1991: Leben für Leben – Maximilian Kolbe (Życie za życie: Maksymilian Kolbe)

| Personendaten    | Personendaten                             |
| ---------------- | ----------------------------------------- |
| NAME             | Pietrzak, Jan                             |
| ALTERNATIVNAMEN  | Pietrzak, Jan Stefan (vollständiger Name) |
| KURZBESCHREIBUNG | polnischer Kabarettist                    |
| GEBURTSDATUM     | 26. April 1937                            |
| GEBURTSORT       | Warschau                                  |